# Louis Athanase de Loménie de Brienne
Louis Marie Athanase de Loménie, hrabě de Brienne (20. dubna 1730 Paříž – 10. května 1794 Paříž) byl francouzský šlechtic, generál, politik a dvořan. Od svých jedenácti let sloužil v armádě, během dynastických válek 18. století nakonec dosáhl hodnosti generálporučíka (1780). V letech 1787–1788 zastával funkci ministra války. Za francouzské revoluce byl popraven. Jeho sídlem v Paříži byl palác Hôtel de Brienne, kde dnes sídlí francouzské ministerstvo obrany. Jeho starší bratr Étienne Charles (1727–1794) byl dlouholetým arcibiskupem v Toulouse, kardinálem a v letech 1787–1788 prvním ministrem.

## Životopis

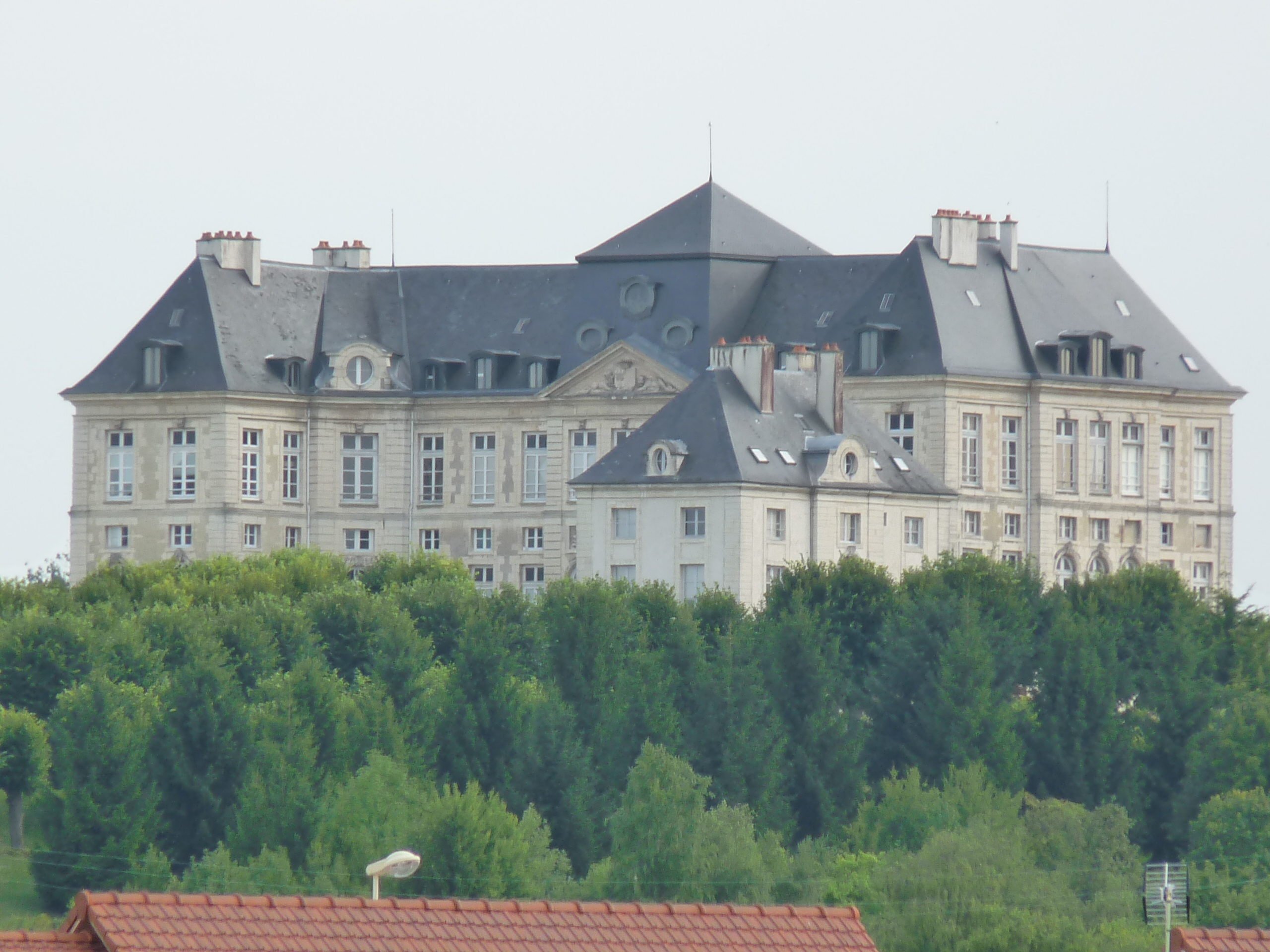
Zámek Château de Brienne, hlavní rodové sídlo

Pocházel ze starého šlechtického rodu, který se v 16. a 17. století začal prosazovat ve vysokých státních úřadech. Narodil se jako nejmladší ze tří synů hraběte Nicolase Louise Loménie de Brienne (1689–1758) a jeho manželky Gabrielle Anne, rozené de Chamillart (1692–1762). Již v jedenácti letech vstoupil do armády a zúčastnil se války o rakouské dědictví, v roce 1744 dosáhl hodnosti kapitána. Po smrti svého nejstaršího bratra Françoise převzal v roce 1747 velení rodinného pluku v Artois. Znovu aktivně bojoval za sedmileté války, kdy byl povýšen na brigádního generála (1759) a v roce 1762 dosáhl hodnosti maréchal de camp (generálmajor). Mimo aktivní službu byl později povýšen na generálporučíka (1780).
Vlivem svého staršího bratra byl v roce 1787 jmenován ministrem války s titulem státního ministra, v letech 1787–1788 byl také členem shromáždění notáblů. Po pádu svého bratra byl z úřadu ministra války odvolán v listopadu 1788 a odešel do soukromí. V roce 1788 byl jmenován rytířem Řádu sv. Ducha. Během revoluce byl zatčen za spiknutí proti republice a 10. května 1794 popraven i s několika dalšími členy rodiny. Gilotinován byl ve stejný den spolu s princeznou Élisabeth de France, sestrou Ludvíka XVI.

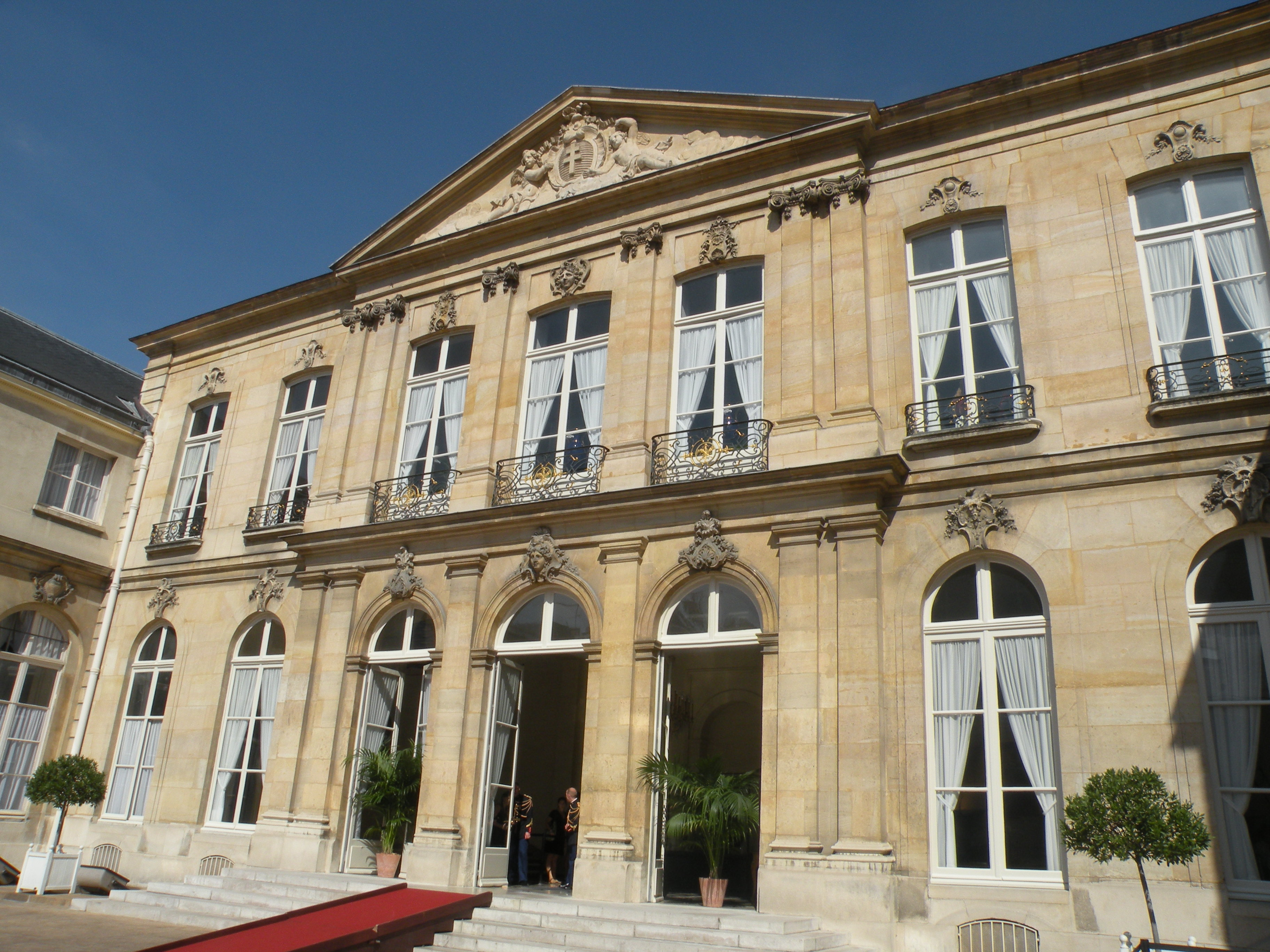
Palác Hôtel de Brienne v Paříži, majetek rodu od roku 1776, dnes sídlo francouzského ministerstva obrany

Spolu s bratrem financoval v letech 1770–1778 rozsáhlou přestavbu rodového sídla Brienne-le-Château (nyní departement Aube). Zde pořádal divadelní představení, hony a řadu dalších společenských událostí. V roce 1776 koupil z pozůstalosti knížete Conti palác v Paříži, který je dnes známý jako Hôtel de Brienne. Za revoluce byl palác Loméniům zabaven, později se stal majetkem rodiny Bonapartů a sídlila zde Napoleonova matka Laetizia. V roce 1817 koupil budovu stát a dodnes je sídlem francouzského ministerstva obrany.
Jeho manželkou byla Marie Etiennette Fizeaux de Clermont (1741–1812) z bohaté podnikatelské rodiny. Neměli žádné děti, ale adoptovali tři bratry z vedlejší rodové linie Loménie de Brienne. Jejich adoptivní synové byli popraveni spolu s otcem 10. května 1794. Nejstarší z nich byl François Alexandre de Loménie, vikomt de Brienne (1758–1794), který sloužil v armádě, nejmladší Pierre François (1763-1794) byl koadjutorem svého strýce arcibiskupa v Sens.